# 长荚黄耆
长荚黄耆（学名：Astragalus macroceras）是豆科黄芪属的植物。分布在西伯利亚以及中国大陆的新疆等地，生长于海拔2,500米的地区，常生长在沙地以及草原上，目前尚未由人工引种栽培。